# 哈洛德·史塔克
哈洛德·倫斯福·史塔克（1888年11月12日—1972年8月21日）海軍上將，美國第八任海軍作戰部長，在其任內夏威夷領地珍珠港被日軍突襲。1942年轉任美國駐歐海軍司令，直到戰爭結束。

## 早年生活
哈洛德·史塔克於1888年11月12日生於賓夕法尼亞州的威爾克斯-巴里，1899年進入美國海軍官校就讀。他的綽號“貝蒂”是來自伊麗莎白·史塔克夫人（Elizabeth Page Stark），當他入學時，美國海軍官校正好在紀念這位革命戰爭時期的著名人物 。史塔克於1903年畢業，在班上50位畢業生中排名第30位。見習官史塔克被指派至三桅戰船哈特福號，1905年被任命為少尉後曾服役於明尼蘇達號戰艦，並參加了大白艦隊的世界巡弋。
史塔克接下來的海上勤務大多與魚雷艇和驅逐艦有關，包括在1914年任柏德森號驅逐艦的艦長，以及1917年指揮美國亞洲艦隊的魚雷戰隊。美國加入第一次世界大戰後，他將戰隊從菲律賓的駐地帶到地中海地區參與作戰行動。史塔克在1917年11月升中校，並擔任美國海軍駐歐部隊指揮官，威廉·西姆斯（William S. Sims）上將的助手與參謀，直到1919年。
第一次世界大戰結束後，史塔克曾經擔任過戰艦北達科他號與西維吉尼亞號的副艦長，彈藥補給艦硝基號艦長，與海軍測試場的火砲督察官，並從海軍戰爭學院畢業。1928年升上校，任美國作戰艦隊驅逐艦隊的參謀長，海軍部長的助理，以及西維吉尼亞號艦長。1934年升少將，先後出任海軍兵工署署長，與作戰艦隊第3巡洋艦戰隊司令。1938年升中將，出任作戰艦隊的巡洋艦隊司令。

## 海軍作戰部長
1939年，羅斯福總統提名他出任第八任美國海軍作戰部長。任命在8月1日生效，史塔克晉升上將，同時超越超過50位更資深的將官。史塔克的任命多少跟他與羅斯福總統之間的良好關係有關 ，當時的美國作戰艦隊司令詹姆士·瑞查生上將就曾評論過這項任命 ：
|  | 「．．．．我也相信很少－如果曾經有過的話－資深的海軍將領能像史塔克上將這樣替總統工作那麼久，而且讓他滿意。」（”…I believed also that few, if any, other senior officers in the Navy could have served the President so long and so satisfactorily as did Admiral Stark.”） |

無論如何，由於史塔克上將屬於親英派，又是羅斯福總統的信徒，因此他可以忠實的執行羅斯福總統的政策。
當史塔克上將就任海軍作戰部長時，同時也接任美國陸海軍聯席會議主席（Chief of Army-Navy Joint Board，該聯席會議為美國參謀長聯席會議的前身），因此，史塔克上將除了是美國海軍最高領導人外，他對於美國的戰爭計劃也負有責任。他就任一個月後，德國入侵波蘭，並在接下來的數月之內占領了挪威，盧比荷，以及法國北部；英國雖未降服，但德國陸軍已將英國軍隊趕出歐洲大陸。至於日本部份，日軍對中國的侵攻仍無停止的跡象，此外，由於需要戰略物資以應付戰爭，因此日本必需取得中南半島與南洋島嶼，也就是歐洲國家在亞洲的殖民地。因此，夾在兩大洋中間的美國，其加入戰局已是勢所難免，問題是何時與何處開始。
在這種情況下，史塔克上將工作分為兩個部份。為應付美國國會在1938年決議建立東西兩大洋的海軍艦艇部隊，以及戰爭的準備，身為海軍作戰部長，史塔克上將負責監督這所有的作業。此外，由於羅斯福總統決心援助英國，因此美國海軍也移交50艘舊驅逐艦給英國海軍，以交換海空軍基地；同時美國海軍也開始執行北大西洋的巡邏工作，並保護英國運輸船的安全。太平洋這方面，史塔克上將在1940年1月建議將太平洋艦隊移至珍珠港，羅斯福總統接受後於4月下達遷移的命令。
另一方面，做為美國陸海軍聯席會議主席，史塔克上將承接並規劃了美國的戰爭計劃。當時美國的戰爭計劃稱為彩虹計劃，1939年底所提出的。這個計劃基本上是從20-30年代，美國一系列以顏色為代號的作戰計劃，與當時國際環境的變化所提出的更新版本。彩虹計劃分為五號，其中彩虹二號與三號都是要求美國在西半球暫採守勢，然後儘早對日本發動攻擊。彩虹五號則是先對付德義兩國，在太平洋採守勢，等那兩國被擊敗後始對日本展開攻擊。
大部份的美國海軍將領認為越早對日本發動戰爭越有利，因為在1940年時，美國海軍自己估計在戰艦的火力與噸位數還領先日本約15%，因此他們比較喜歡彩虹二號或三號。陸海軍聯席會議與白宮並不這麼認為，但兩者的意見並不同。陸海軍聯席會議的計劃部門認為英國可能會被德國擊敗，美國應在太平洋採守勢，不再給與其它國家援助，派兵進入南美洲與東大西洋，並以保衛西半球為目的進行總動員。但羅斯福總統卻認為，英國必然能撐得住，只要美國能給與必要的支持與鼓勵 。

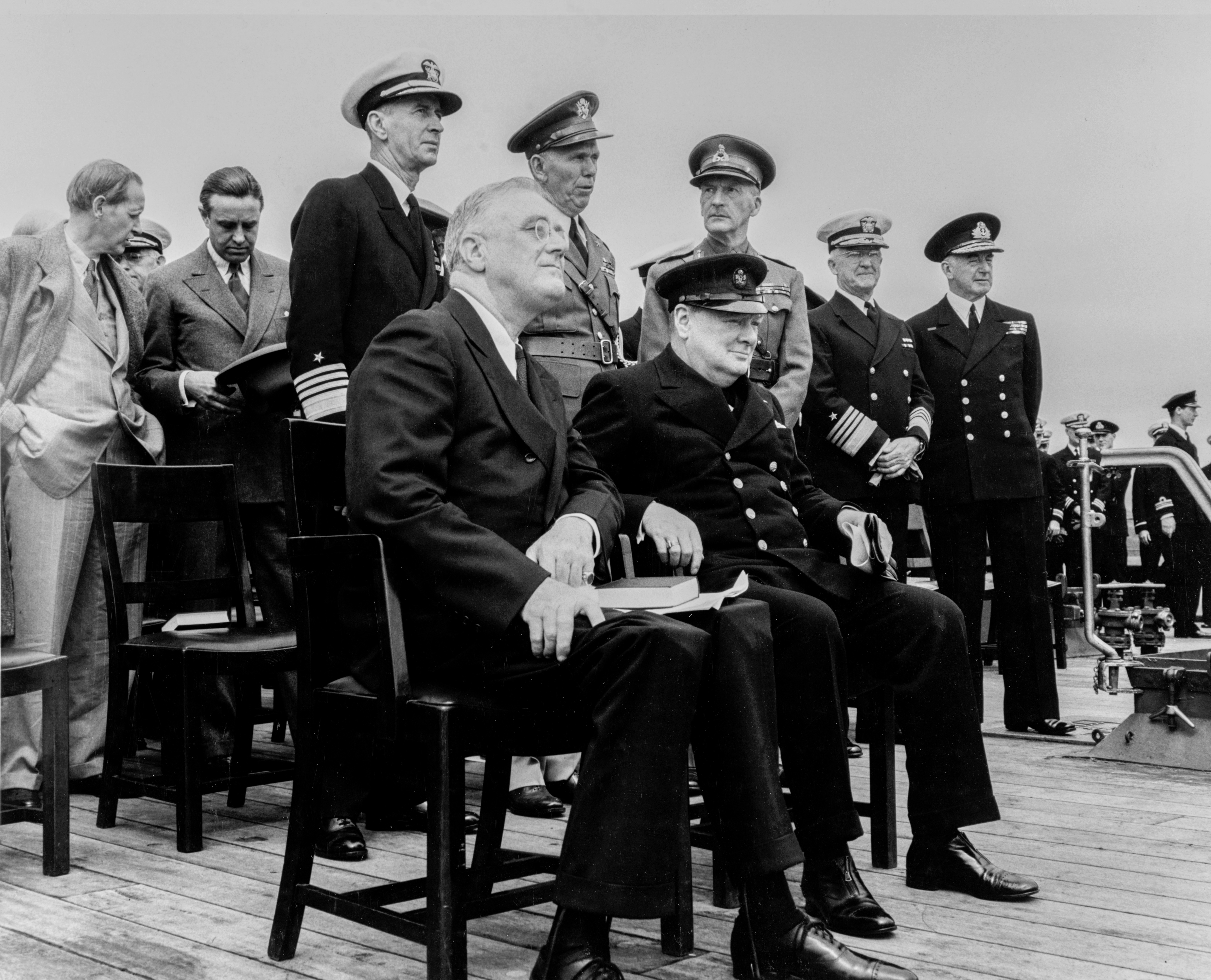
海軍作戰部長史塔克上將（後排右起第二位）陪同羅斯福總統在英國海軍威爾斯親王號（HMS Prince of Wales，53）戰鬥艦上與英國首相邱吉爾會談，攝於1941年8月

最重要的是，羅斯福總統具有最後的決定權，於是美國繼續提供英國援助，並視英國對抗德國的結果來決定美國最後的戰略目標。1940年下半，由於英國已經擊退德國空軍的攻擊，於是美國的政、軍首長們不再那麼緊張。1940年10月到11月，史塔克與美國海軍部長法蘭克·諾克斯（William F. "Frank" Knox）討論後，會同他的計劃軍官里奇蒙·特納上校和其它的參謀們，提出一份備忘錄。備忘錄中明確的指出 ：
|  | 「．．．如果英國能夠堅決地對抗德國，那我們就能在各地都能獲得勝利。如果英國輸了，那我們就會碰到非常大的麻煩。我們可能不會到處都輸，但也不會到處都贏。」（”. . . that if Britain wins decisively against Germany we could win everywhere; but that if she loses the problem confronting us would be very great; and while we might not lose everywhere, we might, possibly, not win anywhere.”） |

在分析過兩大洋的形勢後，史塔克用四條問句指出美國可以走的路線，分別是：
1. 我們主要的軍事武力是否指向西半球的防禦，以防止德日兩國對美國兩大洋區的攻擊？
2. 在英國與荷蘭的遠東地區武力的協助下，我們的軍事武力是否應對日本發動全面攻勢，並在大西洋保持守勢？
3. 我們是否對歐洲與遠東地區的英、荷、中提供最強大的軍事援助？
4. 我們是否該在大西洋地區對英國提供最強大的支援，並在太平洋保持守勢？

史塔克認為，走第一條路線會讓美國失去在兩大洋區的影響力，走第二條路的話，美國會難以承擔英國被德國擊敗的後果，走第三條路時美國將無法承受任一線被擊敗的後果，屆時將會是一場災難。第四條路線會讓美軍儘早進入歐洲與非洲，並建立自己的軍事基地，這樣能讓美國遠離戰火，進而維護西半球的安全。
史塔克建議採D案，因為其發展對美國最有利。該案日後被稱為Plan Dog（當時美國軍語裡是用dog來代表D，現在是delta），基本上即為彩虹五號的構想，美國在第二次世界大戰中的部署均源於此。史塔克的中心思想是承認美英休戚與共，但由於英國沒有獨立擊敗德國的能力，因此美國必需全力幫助英國。美國陸軍參謀長喬治·馬歇爾上將認同D案的研判，英國自然贊成。在美國的戰略發展過程中，Plan Dog要算是最重要的文件之一，因為它徹底反轉了美國的戰略思考，讓美國軍方完全放棄太平洋為中心的計劃，首先擊敗德國的觀念也就此確立不移，這也是美國第一次確立了重歐輕亞的政策。
在這種戰略目標之下，美國是希望以外交的手段來反對日本的擴張。史塔克所建議的將太平洋艦隊移駐夏威夷也是出自這種概念，那是為了增加心理壓力而非攻擊。但在1941年7月24日，日方壓迫維琪法國政府交出法屬印度支那，於是羅斯福總統決定對日本實施禁運。雖然史塔克認為這必然立即引起太平洋戰爭，但羅斯福還是在次日宣佈凍結日本一切資產，7月30日又禁止對日本輸出戰略物資，英荷兩國也同時採取一致的行動。事實上美國在經濟上已與日本宣戰，這與史塔克的Plan Dog的根本差異在於史塔克認為不該對日本施加太大的壓力，但羅斯福總統完全瞭解若無國會的宣戰，則美國無法參戰。由於德國拒絕受到美國挑撥，因此他之所以做這項決定，即為引誘日本進攻美國 。
這便是史塔克在擔任作戰部長期間最大的爭議處。1941年12月7日，日軍突襲珍珠港，但早在7月底美國對日本禁運後，美日之間必定開戰已是美國政軍首長的共識，但為什麼還被日本人成功的突襲珍珠港，並導致慘重的損失？史塔克與特納是不是提供了足夠的資訊給太平洋艦隊司令部？當時太平洋艦隊司令哈斯本·金梅爾（之後是尼米茲）的情報官艾德溫·萊頓中校（之後為少將）在其書中曾指責史塔克在那段時間只給了些無甚意義的資料給司令部，而特納把所有有用的資料都壓住不報，還在對日態度上表現得膽怯。史塔克的回憶錄中則說雖然海軍首長們已經在12月7日（夏威夷時間7日凌晨）獲知日本人即將進攻，但羅斯福總統因「某種目的」而壓住不報。
詳情可能永遠不得而知，但依照當時許多記載來看，其中有不少疑點。包含李德哈特與鈕先鍾的報導，當日本駐美大使館還在全力譯電時，美國就已經知道日本最後通牒的全文，其軍政首長也都知道這就代表開戰。但當時的情報指出日本將攻擊菲律賓、馬來亞與新加坡，美國海軍情報單位一直以為日本的航艦部隊還留在日本本土與支援南進，他們也不相信日本有能力攻擊珍珠港（1941年1月，美國駐日大使館就已經警告日本海軍正計劃突襲珍珠港，FBI也持續監控日本駐夏威夷領事館，並知道他們正監視著珍珠港內的軍艦進出，但史塔克在2月給太平洋艦隊司令部的電報中卻說：「關於日本攻擊珍珠港的流言，美國海軍情報部不予置信。」此後一直到11月底，史塔克都不曾對珍珠港發出警告）。但即便如此，美國陸海軍首長在美東時間7日上午會商後，還是發了份警告的電報給美國所有軍事基地（包含珍珠港），要它們加強戒備。但因為陸軍通信部門的顢頇，使得這份電報沒來得及遞送給太平洋艦隊司令部。羅伯特·霍斯塔爾在其《珍珠港：徵候與決心》一書中，也未發現美國人有刻意隱瞞日本準備攻擊珍珠港的證據。若再加上太平洋艦隊司令部忽略了美軍已擊沉一艘日本潛艦，以及雷達站的警報，李德·哈特就曾指責，珍珠港事件是美國陸海軍夜郎自大與計算錯誤的後果，而非有什麼神祕內幕 。但由於身為海軍作戰部長，對珍珠港受到如此嚴重的損失，他還是必需負起部份責任 。

## 美國駐歐海軍司令

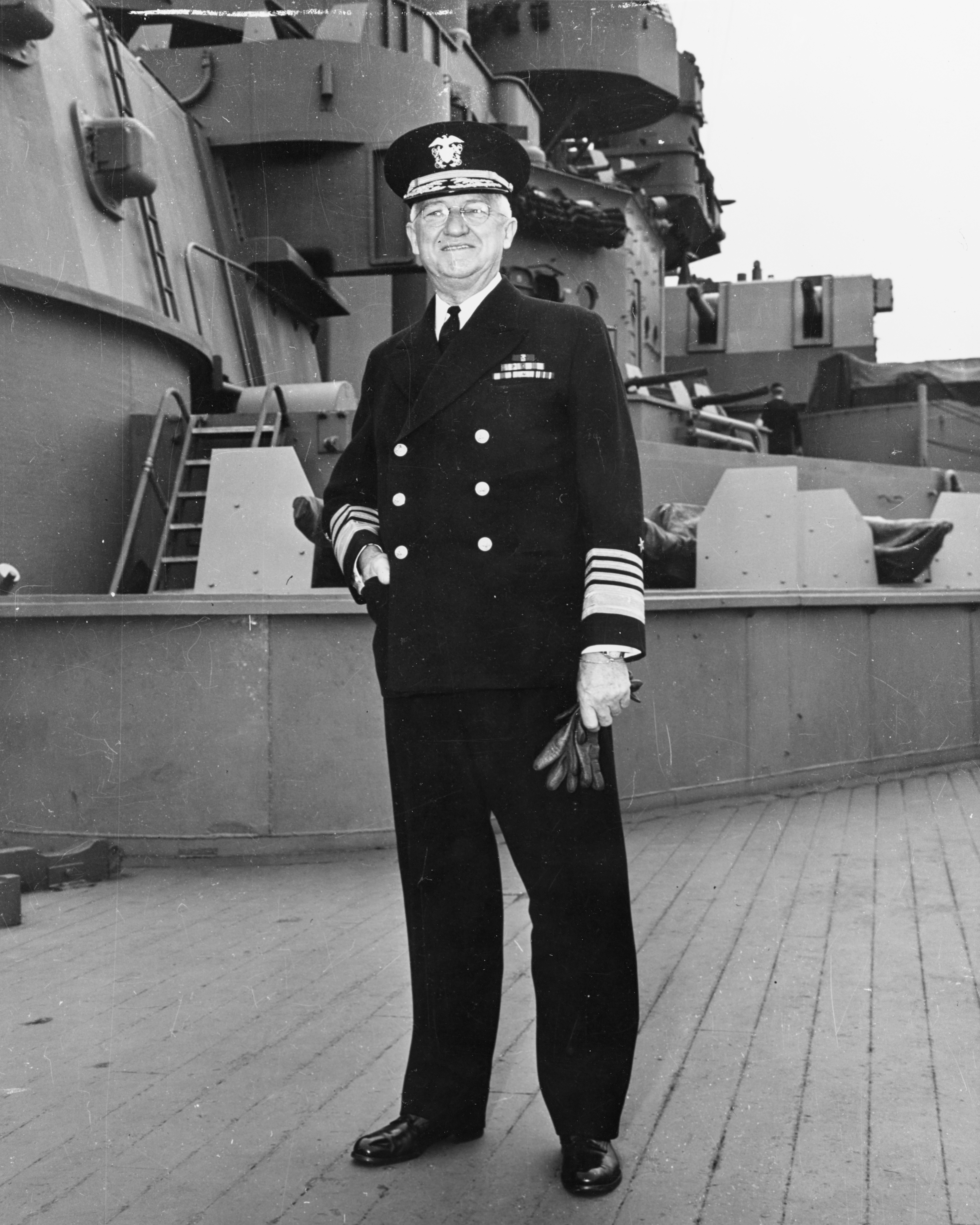
美國駐歐海軍司令史塔克上將，攝於一艘美國戰鬥艦（可能是南達科塔號）上，時間可能是1943年6-7月

雖然在一開始史塔克上將並未因珍珠港事件而下台，但到1942年3月，他的位置還是被金恩上將所取代。一方面他的職權大多被美國艦隊總司令金恩上將所架空，其幕僚也大半被剪除；此外，由於史塔克並無航空經驗，因此被美國海軍的飛行員們挖苦為「戰鬥艦上將」（battleship Admiral） 。4月，他前往英國，取代哥姆雷（Robert L. Ghormley）中將擔任美國駐歐海軍司令，不過在當時的歐洲水域，幾乎沒有船艦可供他指揮。一直到1943年10月兼任第十二艦隊司令後才有比較多的戰鬥艦隻，但也僅僅只有1艘戰鬥艦，2艘巡洋艦，1艘航空母艦，與6艘驅逐艦。在這個職位上，他訓練英國這一面的美國海軍部隊，同時他得以發揮外交長才以建立與維持英國與其它盟國和美國海軍的緊密關係。在大西洋之戰中，史塔克上將負責協調英國與美國海軍，共同對抗德國潛艇部隊的攻擊。1944年聯軍進行諾曼地登陸時，則負責指揮參戰的美國海軍部隊。史塔克上將在1945年8月卸任，返回華盛頓特區工作，一直到1946年4月退休為止。

## 退休
史塔克上將退休後住在華盛頓特區，但他在老家北方坦漢諾克的凱莉湖（Lake Carey）畔建有家庭別墅，並常常駕駛著水上飛機前去渡周末。史塔克上將於1972年8月21日病逝於華盛頓特區，並安葬於阿靈頓國家公墓。其妻凱薩琳·史塔克（Katherine A. R. Stark）於1970年過世，並與上將合葬。

## 榮譽
派里級飛彈巡防艦史塔克號用以榮耀史塔克上將。

## 註解
1. ↑  Raynsfold來自其外祖父Warner Raynsfold，但許多文件上所使用的是Rainsford
2. ↑  伊麗莎白·史塔克夫人是美國獨立戰爭時的約翰·史塔克將軍的夫人，依照文獻與遺傳譜系，他們應該同樣源自艾倫·史塔克一系，見Stark Family Y-DNA Project[永久]與Stark Family Genealogy Forum
3. ↑  參見USS Nitro （页面存档备份，存于）
4. ↑  Book Review （页面存档备份，存于）－William R. Roberts (1990) Book Review: Admiral Harold R. Stark: Architect of Victory, 1939-1945. The Journal of Military History, 54, 101-102.
5. ↑  Vice Admiral George C. Dyer. . Naval History Division, Department of the Navy. 1973.（英文）
6. 1 2  鈕先鍾. . 西洋全史(十八). 燕京文化事業股份有限公司. 1979.
7. ↑  Plan Dog （页面存档备份，存于）－Safe Files Box 4，Franklin D. Roosevelt Presidential Library
8. ↑  以上均引述自鈕先鍾的《第二次大戰》與李德哈特的《第二次大戰戰史》
9. ↑  Rear Admiral Edwin T. Layton. . William S. Konecky Associates Inc. 2001. ISBN 978-1568523477.（英文）
10. ↑  B. Mitchell Simpson. . Univ of South Carolina Press. 1989. ISBN 978-0872495968.（英文）
11. ↑  美、英雙方的偵察機都發現了日本的南進部隊，這也是美、英所認定的日本進攻路線，事實上，到1941年10月，日本突襲珍珠港一案才被軍令部批准，之前軍令部的規劃只有南進一項而已，見阿川弘之. . 新潮社. 1973. ISBN 978-4101110035. ISBN 978-4101110042 (上下卷).（日語）
12. ↑  B. H. Liddell Hart. . Da Capo Press. 1999. ISBN 978-0306809125.（英文）
13. ↑  Investigation of the Pearl Harbor Attack Report （页面存档备份，存于）. 1946
14. ↑  Sundownet's Sunrise （页面存档备份，存于）－Time magazine，Mar. 16, 1942

## 外部連結
- Harold Raynsford Stark, Admiral, United States Navy（页面存档备份，存于）－Arlington National Cemetery
- Admiral Harold R. Stark, USN（页面存档备份，存于）－Naval Historical Center

| 前任： 威廉·D·莱希 | 美國海軍作戰部長 1939年-1942年 | 繼任： 恩斯特·金恩 |